# Vérszomj (film, 2000)
A Vérszomj (eredeti címe: Ginger Snaps) 2000-ben bemutatott kanadai természetfeletti horrorfilm John Fawcett rendezésében. A forgatókönyvet Karen Walton készítette. A produkció főbb szerepeiben Emily Perkins, Katharine Isabelle, Kris Lemche és Mimi Rogers. 2000. szeptember 10-én mutatták be Kanadában, a magyar megjelenésről nincs információ.
A filmnek készült két folytatása is, amelyeket 2004-ben mutattak be: a Két testben – Elszabadulva és a Két testben – Újra és újra. 

## Cselekmény
Brigitte és Ginger Fitzgerald testvérek, akiket vonz a halál. Gyerekkorukban egyezséget kötöttek, hogy 16 éves korukig vagy elköltöznek a külvárosból, vagy együtt halnak meg. Egy éjszaka, miközben úton vannak, hogy elrabolják az iskolai zsarnok, Trina Sinclair kutyáját, Ginger első menstruációja kezdődik. A vérszag hatására a lányokat megtámadja egy lény. A lény megharapja Gingert, és miközben a lányok menekülnek, a lényt elgázolja egy furgon, amely Sam Miller, egy helyi drogdíler tulajdonában van. 
A támadást követően Ginger teljesen megváltozik. Agresszívan kezd viselkedni, a sebhelyeiből szőr nő, farkat növeszt, és erősen menstruál. Brigitte figyelmeztetését figyelmen kívül hagyva Ginger védekezés nélkül szexel az osztálytársával, Jason McCardyval. Ezután megveri Trinát és megöli a kutyáját. Brigitte Samtől kap segítséget, aki gyógynövényből képes ellenszert készíteni, mielőtt Ginger teljesen átváltozik. Trina váratlan megjelenése olajat önt a tűzre. A lány beüti a fejét, és belehal, ezért a testvérek elrejtik a fagyasztóban. Brigitte-et megtámadja a megfertőzött Jason, és csak a Sam által készített ellenanyag menti meg az életét. 
Ginger végez az iskola tanácsadóval és a gondnokkal, majd Samet veszi célba. Brigitte megsebzi a tenyerét, és összefonja a kezét a nővérével, hogy bizalmat ébresszen a nővérében. Sammel sikerül hazavinniük Gingert, a lány azonban teljesen átváltozik, és megszökik. Ginger megöli Samet, majd belerohan Brigitte késébe, és halálos sebet kap.

## Szereplők
| Szerep              | Színész            | Magyar hangja   |
| ------------------- | ------------------ | --------------- |
| Brigitte Fitzgerald | Emily Perkins      | Csondor Kata    |
| Ginger Fitzgerald   | Katharine Isabelle | Törtei Tünde    |
| Sam                 | Kris Lemche        | Markovics Tamás |
| Jason               | Jesse Moss         | Simonyi Balázs  |
| Pamela Fitzgerald   | Mimi Rogers        | Csere Ágnes     |
| Trina               | Danielle Hampton   | Roatis Andrea   |
| Henry Fitzgerald    | John Bourgeois     | n.a             |
| Mr Wayne            | Peter Keleghan     | n.a             |
| Ben                 | Christopher Redman | n.a             |
| Tim                 | Jimmy MacInnis     | n.a             |
| Ferry nővér         | Lindsay Leese      | n.a             |
| Ms Sykes            | Wendii Fulford     | n.a             |

## Fogadtatás

### Kritikai visszhang
A film kiváló értékeléseket kapott. A Rotten Tomatoeson 90%-os minősítést ért el 61 értékelés alapján, az összefoglaló szerint: „Az erős női szereposztás és a tinédzserek életének csípős szatírája sokkal emlékezetesebbé teszi a Vérszomjat, mint egy átlagos vérfarkasos filmet - vagy tinifilmet.” Leah Pickett a Chicago Readertől azt írta: „Az éles feminista narratíva kárpótol a csodálatra méltó, de nem túl meggyőző vérfarkas sminkért és egyéb gyakorlati effektekért.” Derek Elley a Varietytől azt írta: „Egy csendesen felforgató, a húgom-vérfarkassá-változik film, amely nem lankad a végére.” Lisa Schwarzbaum az Entertainment Weeklytől azt írta: „Megérdemli, hogy a szatírát kedvelő, feminista gondolkodású gore-rajongók körében, akik értékelik a jól elkészített emberi farkat, kultikus követőkre tegyen szert.”
A Metacritic 70 pontot adott a 100-ból 9 vélemény alapján. Mick LaSalle a San Francisco Chronicle-től azt írta: „A valaha készült legjobb tinédzser vérfarkas film.” Dave Kehr a New York Timestól azt írta: „Mivel a karakterek annyira jól megalapozottak - Perkins kisasszony különösen jó a félénk, neheztelő Brigitte szerepében -, a film anélkül tud szórakozni a saját előzményeivel, hogy üres táborgyakorlattá válna.” Jami Bernard a New York Daily Newstól azt írta: „Van értelme a női hormonkitöréseket a vérfarkasok holdciklusával összekapcsolni, de a film utolsó felvonása a szokásos matt szőrmés üldözés.”

### Bevétel adatai
A Box Office Mojo szerint 2500 dolláros bevételt ért el, a költségvetésről nincs adat.

## Fontosabb díjak és jelölések
- 28. Szaturnusz-gála: Szaturnusz-díj a legjobb DVD megjelenésért (megnyerte)